# Mariana Rondón
Mariana Rondón (Barquisimeto, 8 de maig de 1966) és una directora de cinema, guionista, productora i artista plàstica veneçolana.

## Biografia
Va estudiar cinema a l'Escola Internacional de Cinema i Televisió de San Antonio de los Baños, a Cuba, i després animació a França.
El 1990 crearia, juntament amb altres cineastes llatinoamericans, l'Empresa Multinacional Andina “Sudaca Films”. Entre les seves obres destaquen Calle 22, curtmetratge amb el qual seria premiada al Festival de Biarritz el 1994 o A la media noche y media (1999).
En 2007 dirigiria i produiria Postales de Leningrado, film de caràcter autobiogràfic (els seus pares havien estat guerrillers de les FALN) amb el qual guanyaria el gran premi Abraçada al Festival de Cinema i Cultura d'Amèrica Llatina de Biarritz.
En 2013 presenta la pel·lícula Pelo malo al Festival Internacional de Cinema de Sant Sebastià; resultant guanyadora del premi Conquilla d'Or a la millor pel·lícula de la LXI edició del Festival. En 2015, va obtenir 3 nominacions en els Premis Platí 2015, realitzat a la ciutat de Marbella, Espanya, inclòs el de Millor Pel·lícula Iberoamericana, Millor Director i Millor Guió.
En l'actualitat, resideix a Caracas.

## Premis i nominacions
Festival Internacional de Cinema de Sant Sebastià
| Any  | Categoria                             | Pel·lícula | Resultat   |
| ---- | ------------------------------------- | ---------- | ---------- |
| 2013 | Conquilla d'Or a la millor pel·lícula | Pelo malo  | Guanyadora |
| 2013 | Premi SIGNIS-Menció especial          | Pelo malo  | Guanyadora |
| 2013 | Premi Sebastiane-Menció especial      | Pelo malo  | Guanyadora |